# New Australia

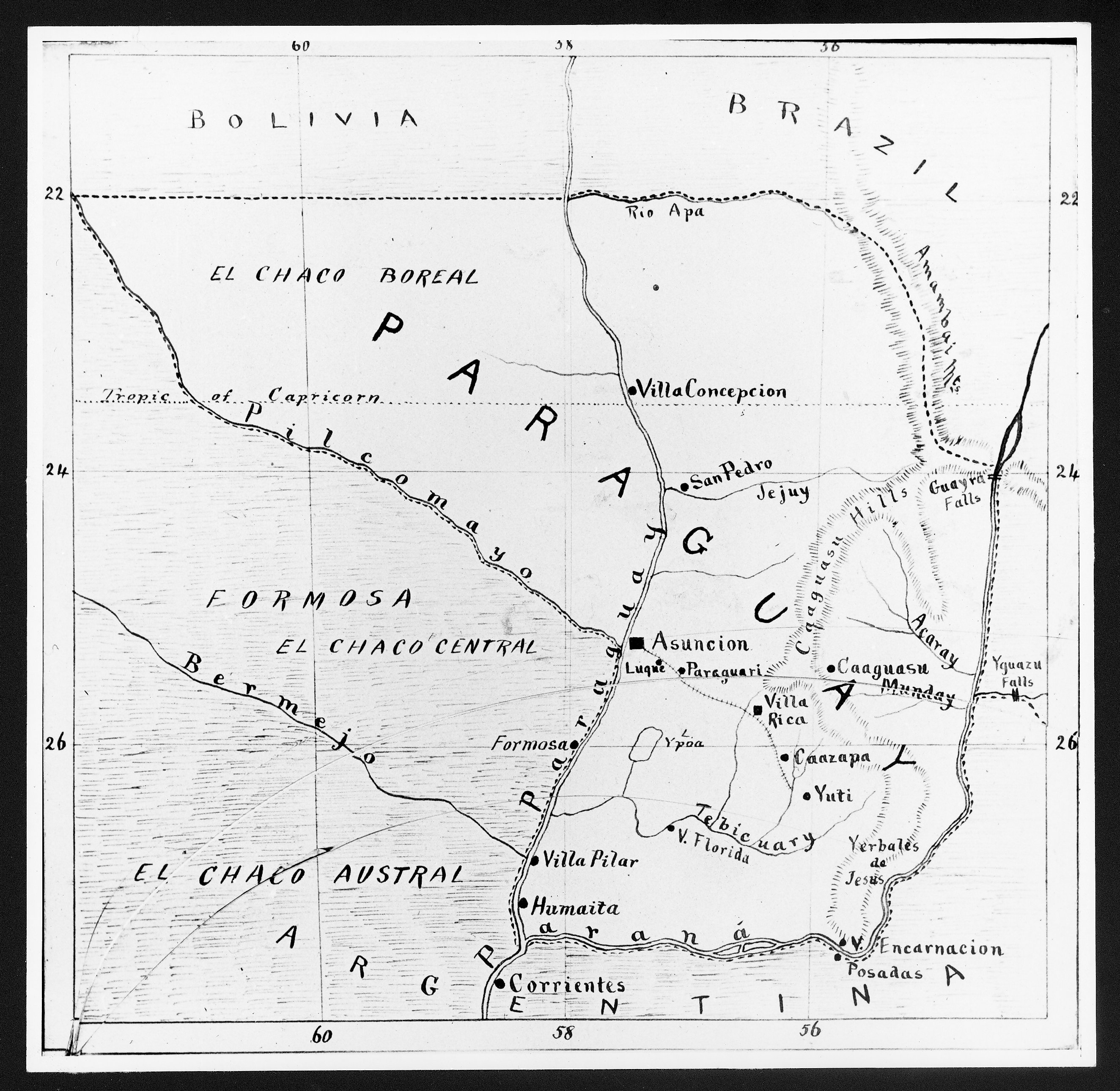
Landkarte, gezeichnet von John Lane, dem Bruder von William Lane

New Australia oder Colonia Nueva Australia (deutsch: Kolonie Neuaustralien) war eine Kolonie in Paraguay, die von der frühsozialistischen New Australian Movement am 28. September 1893 von 238 erwachsenen Australiern mit deren Kindern gegründet wurde. Im Jahr 1894 spaltete sich eine Gruppe von Siedlern ab und gründete eine weitere australische Kolonie namens Cosme. New Australia lag südöstlich der Hauptstadt von Paraguay Asunción und unweit der Stadt Villarica. Beide Kolonien mussten nach wenigen Jahren wegen ökonomischer Schwierigkeiten, menschlichen Unzulänglichkeiten und zu geringer Zuwanderung aufgegeben werden. New Australia wurde 1957 in Nueva Londres (deutsch: Neu London) umbenannt.
Dennoch hatte dieses frühsozialistische Experiment Auswirkungen auf australische Regierungen und ihr soziales Handeln in der Folgezeit. Die Kolonie blieb im Bewusstsein der australischen Arbeiterbewegung erhalten und fand in verschiedenen Aussagen Widerhall, wie beispielsweise bei Jack Lang, einem Premierminister der Australian Labor Party in zwei Wahlperioden von New South Wales (1925–1927, 1930–1932), der es als das „erste kommunistische Experiment der Welt“ bezeichnete.

## Vorgeschichte

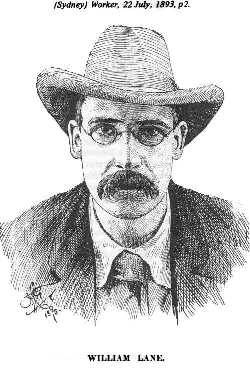
William Lane, der Initiator der Kolonie New Australia

Nach der ersten Wirtschafts- und Bankenkrise Australiens von 1890 und den Niederlagen der Gewerkschaften im Maritime-Streik von 1890 und Schafscherer-Streik von 1891 war die australische Arbeiterbewegung desillusioniert, die Gewerkschaften geschwächt und die soziale Lage der Arbeiterklasse schlecht, woraufhin sie sich in die Initiativen zur Gründung einer politischen Partei, Australian Labor Party, oder zur Koloniegründung New Australia aufspaltete.
William Lane, ein Journalist und Gründer der ersten australischen Arbeiterzeitung Queensland Worker im Jahr 1890, initiierte 1891 mit weiteren utopischen Sozialisten die New Australia Co-operative Settlement Association, die versuchten ihre Ideale außerhalb von Australien zu verwirklichen.
Am 2. Mai 1891 gab die Zeitung Worker bekannt, dass die New-Australia-Association Alf Walker, ein früherer Geschäftsmann mit der Suche nach geeignetem Land nach Südamerika entsandt habe. Lane warb für die Auswanderungen mehr als 600 Unterschriften ein und Walker erhielt eine Zusage auf 187.000 Hektar unbesiedeltes Land von der Regierung Paraguays kostenlos und steuerbefreit übereignet.
William Lane, der zum Vorsitzenden der New-Australia-Association gewählt worden war, verfolgte die Vorstellung einer common-hold (einer gemeinschaftlichen Regierung), einer Bruderschaft der englischsprechenden Weißen mit keinerlei Fraternisierung unter den Siedlern und anderen, einer lebenslangen Ehe, einer Colour-Line (kein Sex mit der lokalen Bevölkerung), eines rudimentären Kommunismus auf Gemeineigentum basierend und eines Religionsverbots. Ferner sollte sich über die Kolonie eine Alkoholprohibition erstrecken.
Die Vorstellung einer kommunistischen Gesellschaft nach Lane waren: „Members own in Common all land, houses, maschinery, tools, cattle and general property: There is no master, no wageworker, no landlord, no beggar, no manorhouse, no suopkitchen, no unemployed, no loafer, no public prison, no policeman“ (deutsch: „Mitglieder [der Kolonie] sind Gemeinschaftseigentümer des gesamten Landes, der Häuser, Maschinen, Werkzeuge, des Viehs und allgemeinen Eigentums: Es gibt keine Meister, keine Lohnarbeiter, keine Großgrundbesitzer, keine Bettler, kein Herrschaftshaus, keine Armen-Suppenküche, keine Arbeitslosen, keine Faulenzer, kein Gefängnis, keine Polizisten“). Die Konkurrenz untereinander wird durch die Bruderschaft ersetzt.

## Koloniegeschichte

### Koloniale Bevölkerung
Die Bevölkerung Paraguays war von 1864 bis 1870 während des Kriegs mit Argentinien und Brasilien von 525.000 auf 220.000 Personen gefallen, darunter nur 28.000 Männer. Als Juan Gualberto González 1890 an die Regierung kam, herrschte eine Rezession und er versuchte die Wirtschaft durch Immigration zu beleben. Seine Immigrationspolitik erlaubte den australischen Siedlern eine eigenständige Kolonie zu bilden, wenn sie eine Bevölkerungsanzahl von 1000 Personen erreichen würden.
Die Population beider Kolonien entwickelte sich nicht wie geplant: Schätzungsweise 600 bis 650 australische Personen kamen nach Paraguay; in Cosme waren es 131 und in New Australia nie mehr als etwa 200.
Unter den Siedlern der Kolonien waren neben William Lane bekannte australische Frühsozialisten wie Mary Gilmore, Rose Summerfield, und Gilbert Casey. Mary Gilmore war die einzige Frau, die alleine als Frau dorthin immigrierte und dort später heiratete.

### Koloniales Leben

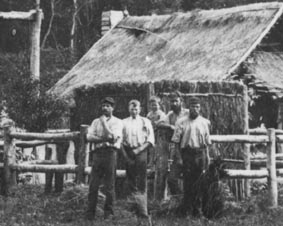
Einblick in das Leben in New Australia, Paraguay

In Cosme gab es Schulunterricht für Kinder und monatlich erschien eine Zeitung, in der Mary Gilmore, die von 1895 bis 1900 selbst in Cosme lebte, in New Australia unter ihrem ledigen Namen Mary Jean Cameron herausgab. In New Australia entstand ein eigenständiges Geldwesen und es gab koloniale Briefstempel.
Von Anfang an gab es Auseinandersetzungen um das Alkoholverbot, die Beziehungen zwischen den Siedlern und der paraguayischer Bevölkerung und den autoritären Führungsstil von William Lane. „I can’t help feeling that the movement cannot result in success if that incompetent man Lane continues to mismanage so utterly as he has done up to the present“ (deutsch: „Ich werde den Eindruck nicht los, dass die Bewegung nicht erfolgreich sein kann, solange der inkompetente Lang das Missmanagement fortsetzt, wie er es gegenwärtig betreibt“), schrieb ein Siedler. Kritik und andere Meinungen wurden von Lane abgetan und er schrieb: „The crooked ones will have to go“ (deutsch: „Die Unehrlichen müssen gehen“). Das Problem mit Lane steigerte sich 1894 als eine weitere Siedlergruppe auf der Royal Tar ankam, woraufhin er am 12. Mai 1894 mit 58 weiteren Siedlern die neue Kolonie gründete und New Australia 72 Kilometer südlich nach Cosme verließ.
Zum neuen Führer der Kolonie New Australia wurde Frederick Kidd ernannt, der in der zweiten Gruppe in Paraguay ankam.
Am 9. Juni 1894 verloren die Kolonien durch die Absetzung des Präsidenten Gonzalez ihren wichtigsten Unterstützer, der dort ab 1890 regierte. Die Kolonie New Australia geriet ab 1895 in finanzielle Schwierigkeiten, weil die Entwicklung insgesamt stagnierte und zahlreiche Siedler nur kurzzeitig dort ansässig waren und die vertraglich vereinbarte Personenzahl von mindestens 1200 Siedlern nicht erreicht werden konnte. 1897 wurde sie zu einer offenen Kolonie erklärt und das Land unter den Siedlern aufgeteilt.
Die Kolonie war nie wirtschaftlich selbsttragend, der Lebensstandard niedrig, es fehlten Frauen, die Arbeit war hart und zahlreiche Siedler suchten nach besseren Lebensbedingungen und verließen die Kolonien.

### Koloniales Geldwesen
Nach der Niederlage von Paraguay im Krieg gegen Argentinien und Brasilien im Jahr 1870 wurde das während des Krieges ausgegebene Papiergeld wertlos und neue Obligationen zur Ankurbelung der Wirtschaft mussten in Gold oder substanzvollen Forderungen gesichert sein. 1871 wurde ein Gesetz erlassen, das die Herausgabe einer neuen paraguayischen Währung als Papiergeld vorsah, die allerdings kaum angenommen wurde und deshalb kam das neue Papiergeld kaum in Umlauf. Im Januar 1880 wurde festgelegt, dass ein Peso Fuerte ein Fünftel des £ Sterling beträgt. Ferner wurde den anglo-argentinischen Banken und andern Unternehmungen erlaubt eine eigene Währung in Paraguay herauszugeben. 1885 wurde der Peso Oro (Gold-Peso) zur offiziellen Währung Paraguays, was dazu führte, dass die anglo-amerikanischen Banken die Konvertibilität des Peso Fuerte verweigerten. Dies führte in Paraguay dazu, dass Schulden panikartig zurückbezahlt wurden. 1890 kam es zu einer massenhaften Auflösung der Bankguthaben, was in den Jahren von 1890 bis 1892 zum Konkurs von paraguayischen Banken unter staatlicher Aufsicht führte. In der Zeit von 1892 bis 1905 herrschte in Paraguay eine Inflation, verbunden mit einem Anwachsen nicht konvertierbarer der inländischen Währungen. In diese schwierige wirtschaftliche Zeit fiel die Gründung der neuen Kolonie, wo es um den Aufbau eines stabilen ökonomisches Konzept ging, einer funktionierenden Waren- und Geldwirtschaft.
Es gibt wenig Dokumente zur Entwicklung des kolonialen Geldwesens in New Australia bzw. Cosme. Eine Aussage deutet darauf hin, es zirkulierte anfänglich kein allgemeines Zahlungsmittel, sondern die Kolonisten brachten ihre Erträge in das Kolonialhandelsgeschäft ein und erhielten hierfür einen Kredit, oder „Coupons“, der Kolonie. Nach einem Bericht erhielt jeder Siedler bei Ankunft in New Australia 100 Coupons für sich und 25 für jedes Kind. In Cosme wurden diese Coupons als „Credit“ bezeichnet und in ein Kreditbuch eingetragen. Dabei wurden Inside-Credits und Outside-Credits verwaltet und mussten in der Woche der Ausgabe eingelöst werden. Die Outside-Credits wurden durch Verkaufserträge außerhalb der Kolonie erwirtschaftet und die Inside-Credits innerhalb der Kolonie. Dieses Verfahren basiert auf einem schriftlichen Bericht des Siedlers Molesworth.
Im Mai 1895 kam es zu wirtschaftlichen Schwierigkeiten der Kolonien und die paraguayische Regierung gewährte eine Subvention in Höhe von £ 100 und eine monatliche Abschlagzahlung von £ 800. Die vertragliche Vereinbarung am 21. Mai 1895 basierte darauf, dass ein Kredit von 4,20 und 2 Peso Fuerte (P$) für die Bekleidung je erwachsener Person und Woche sowie Gelder in unterschiedlicher Höhe für Kinder nach Alter zur Existenzsicherung gewährt wurde. Die Zeitung von Cosme berichtete über die Einführung eines Systems in New Australia, das für jeden Erwachsenen eine Summe von P$ 6 je Woche zum Konsum vorsah.
Es entstand eine kolonialeigene Währung mit 1,00 Peso Fuerte, 0,10 Centavos und 0,5 Centavos in Form von Papiergeld in vier unterschiedlichem Designs mit Aufschrift Colonia Nueva Australia und der Unterschrift von William Kidd. Dies zeigt, dass die Kolonisten beabsichtigten sich innerhalb von Paraguay zu integrieren, andererseits war nicht beabsichtigt, dass diese Kolonialwährung innerhalb von Paraguay zirkulieren sollte, da der letzte nachweisliche Druck auf den Geldnoten vom November 1895 stammt.

## Rezeption
Meist wird kritisch oder über die desillusionierten Personen in den Kolonien geschrieben. Obwohl das frühsozialistische Experiment scheiterte, haben Regierungen in Australien diesen Versuch zum Anlass genommen, Land für Kooperativen und Kommunen zur Verfügung zu stellen, um die Popularität von Lane und die Vision eines außerhalb von Australien liegenden Paradieses zurückzudrängen.
Jack Lang, ein bedeutender Politiker der Australian Labor Party und ein früher Premierminister von New South Wales, äußerte sich über die folgendermaßen: „Australia had given the world its first experiment of communism“ (deutsch: „Australien hat der Welt sein erstes kommunistische Experiment gegeben“).

## Nachbetrachtung
Im Januar 1897 wurde das Land der New Australia versteigert und den ansässigen Siedlern ein kleines Stück eigenes Land überlassen. Einige der Siedler blieben, andere wanderten in Städte nach Paraguay und Argentinien ab. Andere kehrten schon vorher nach Australien zurück.
Lane wurde krank und war desillusioniert und verließ Cosme 1899 nach Neuseeland, wo er als konservativer Journalist arbeitete und später zum Herausgeber des New Zealand Herald wurde. Die Kolonie Cosme existierte noch weitere Jahre bis zum 12. August 1909. Das Gebiet der Kolonien wurde nach Beendigung des Experiments wieder paraguayisch und heute leben dort auch noch Nachkömmlinge der Kolonisten. Hin und wieder besuchen australische Touristen New Australia, das 2007 300 Einwohner zählte.
1965 reiste G. Souter, der das Werk A Peculiar People: Australian People in Paraguay 1968 herausbrachte, nach Paraguay und schätzte, dass etwa 200 Personen im Gebiet von New Australia, Cosme und Asunción leben, die von australischen Siedlern abstammen.
Die Folk-Punk-Band The Currency aus Melbourne erzählt die Geschichte der Kolonien in ihrem Song „Paraguay“ und der Country-Musiker Graeme Connors schrieb den Text zu dem Lied „Boomerang in Paradise“.
Der paraguayische Comic-Autor Robin Wood ist Nachfahre australischer Kolonisten.